# Сыдыханов, Абдрашит Аронович

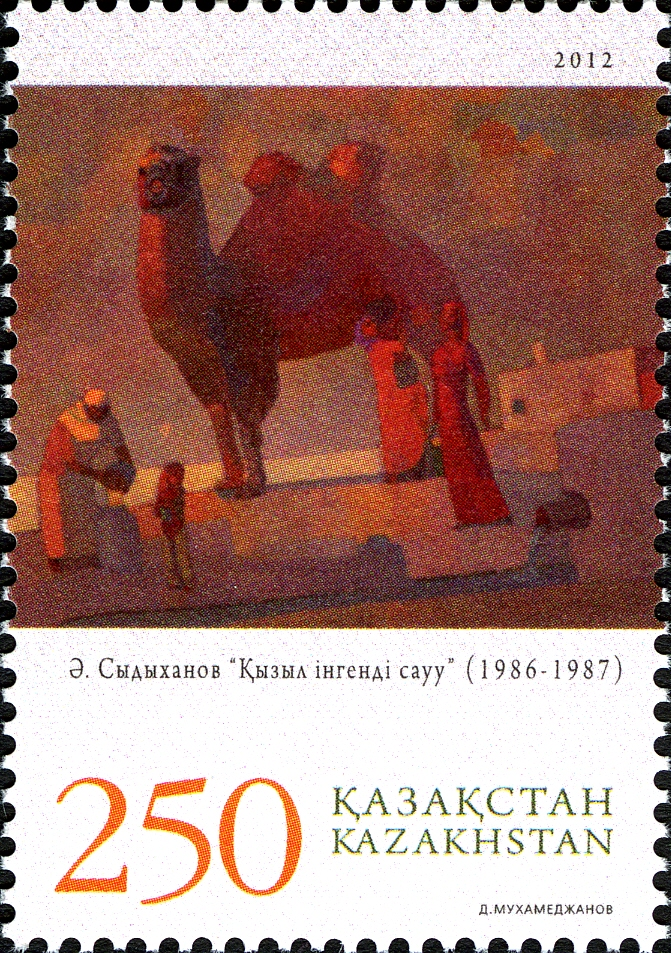
Одна из картин А. Сыдыханова на почтовой марке Казахстана. 2012 г.

Абдрашит Аронович Сыдыханов (каз. Әбдірәшіт Аронұлы Сыдыханов; 12 августа 1937, с. Кулагино, Гурьевская область (ныне с. Есбол (Индерский район), Атырауская область, Казахстана) — 2 мая 2011, Алма-Ата) — казахский и советский художник. Заслуженный деятель искусств Казахской ССР (1990). Лауреат Государственной премии Казахской ССР в области искусства (1986).

## Биография
В 1965 году	окончил Алма-Атинское художественное училище им. Н. В. Гоголя, где учился у Н. Крутильникова, М. Кенбаева и А. Галимбаевой.
Трудовую деятельность начал ассистентом художника на киностудии «Казахфильм», где работал позже художником-постановщиком на протяжении 25 лет.
Член Союза художников СССР, член Союза художников Казахстана с 1967 года. Художник-шестидесятник.
Автор более 1000 эскизов к кинофильмам.
Большая серия работ была написана им также на сюжеты восточных притч.
Полотна художника ныне хранятся в Государственном музее искусств Казахстана им. А. Кастеева, Восточно-Казахстанском областном музее изобразительного искусства, Атырауском музее декоративно-прикладного искусства, областных художественных музеях Караганды, Петропавловска и Павлодара, в Государственной Третьяковской галерее, Музее народов Востока, Музее «Гута Катовице» (Польша) и Музее Зиммерли (Нью-Брансуик, США), в галереях и частных коллекциях Казахстана, Лихтенштейна, Израиля, США, Великобритании, Германии, Франции, Канады, Турции, Греции и ОАЭ.

## Звания и награды
- Орден «Курмет»
- Государственная премия Казахской ССР в области искусства (1986).
- Заслуженный деятель искусств Казахской ССР (1990)
- Премия Тарлан (2000)